# Agrotis muraenula
Agrotis muraenula là một loài bướm đêm trong họ Noctuidae.